# ماونتین ویو (جورجیا)
ماونتین ویو (به انگلیسی: Mountain View) یک منطقهٔ مسکونی در ایالات متحده آمریکا است که در شهرستان کلیتون، جورجیا واقع شده‌است.